# Lamhara
Lamhara (franska: Lamhara (CR), Lamhara (Commune Rurale), arabiska: تابية) är en kommun i Marocko.   Den ligger i provinsen Taroudannt och regionen Souss-Massa, i den centrala delen av landet, 400 km söder om huvudstaden Rabat. Antalet invånare är 10 512.